# مارت لاجا
مارت لاجا (بالإستونية: Mart Laga)‏ مواليد 15 مايو 1936 في تارتو - الوفاة 27 نوفمبر 1977، كان لاعب كرة سلة إستوني. بدأ مسيرته الاحترافية في سنة 1952. بلغ طوله 6 قدم 5 بوصة (2.0 م). حقق المركز الأول في بطولة أمم أوروبا لكرة السلة 1957. اعتزل اللعب في 1962.

## سجل المنافسة
شارك في المنافسات التالية:
- بطولة أمم أوروبا لكرة السلة 1955
- بطولة أمم أوروبا لكرة السلة 1957

## الميداليات
| الميدالية | المسابقة                         |
| --------- | -------------------------------- |
| ذهبية     | بطولة أمم أوروبا لكرة السلة 1957 |
| برونزية   | بطولة أمم أوروبا لكرة السلة 1955 |

## روابط خارجية
- مارت لاجا على موقع الاتحاد الدولي لكرة السلة (الإنجليزية)